# Садаф Карими, Халима
Халима Садаф Карими — афганский политик и бывший член парламента.
Карими родилась в Афганистане, в северной провинции Джаузджан. Прежде чем стать политиком, она изучала экономику и политологию.
В 2021 году она вошла в список 100 женщин Би-би-си. Она известна тем, что отстаивает права узбекского меньшинства Афганистана и права женщин.
Получив многочисленные смертельные угрозы от Талибана, Карими бежала через границу в Узбекистан. В 2020 году её младший брат был убит талибами.